# Empirisme
 Der er for få eller ingen kildehenvisninger i denne artikel, hvilket er et problem. Du kan hjælpe ved at angive troværdige kilder til de påstande, som fremføres i artiklen.

Empirisme er en erkendelsesteori, der betoner erfaringens rolle i etablering af viden. Klassisk empirisme blev modstillet rationalisme, der betoner tænkningens rolle i erkendelsen. Empirisme må ikke forveksles med empiri. I dag er det så godt som alment accepteret, at viden og videnskab er baseret på empiri (med undtagelser som fx matematik). Men der er stor forskel på de idealer for empirisk forskning, der ligger i empirisme og i andre epistemologier, fx i hermeneutik. Empirisme (eller empiricisme) står for den opfattelse, at vore observationer er "givne", hvorimod hermeneutik står for den opfattelse at vore erfaringer er betinget af vores forforståelse, vores sprog og sociale og kulturelle baggrund. Dette afspejler sig i forskellige metodeidealer i fx empiristiske og hermeneutiske forskningstraditioner. 

## "A priori" versus "a posteriori"
Det blev hævdet, at al erkendelse er a priori indenfor rationalismen, da den menneskelige fornuft er i besiddelse af de principper, der gælder for virkeligheden. Heroverfor blev det hævdet af empirismen, at al erkendelse af virkeligheden er a posteriori (og altså må bygge på erfaringen). Mange empiristiske filosoffer, fx John Locke, har argumenteret for, at al viden grundlæggende er a posteriori og at a priori viden simpelt hen ikke er mulig. Distinktionen mellem a priori og a posteriori er tæt forbundet med distinktionerne mellem analytisk / syntetisk og nødvendig / kontingent.[kilde mangler]

## Berømte empiristiske filosoffer
Empirisme er især forbundet med Storbritannien, mens rationalisme er mere forbundet med Frankrig og Tyskland.[kilde mangler] Blandt de berømte empiristiske tænkere er Francis Bacon, John Locke, George Berkeley og John Stuart Mill.[kilde mangler]

## Kritik af empirismen
Empiricisme repræsenterer et forsøg på at fjerne metafysiske og ideologiske spørgsmål fra videnskaben. Kritikere har imidlertid peget på, at rene observationer ikke eksisterer, at vores observationer (eller observationsudsagn) er teoriafhængige. Den amerikanske filosof Wilfrid Sellars (1912-1989) hævdede, at klassisk empiricisme er en myte baseret på doktrinen om det givne. Ved at negligere den åbne diskussion af metafysiske, teoretiske og ideologiske spørgsmål tenderer empiricismen imod at skjule tilhængernes ideologiske engagement. På denne måde ses empiricisme som blot én blandt andre ideologier. Man har af denne grund kaldt den for den usynlige videnskabsteori.[kilde mangler]
Kritik af empirisme eksisterer i alle de erkendelsesteorier, som udgør alternativer til den. Den klassiske kritik kommer fra rationalismen, der betoner at sanseerfaringer ikke er meget værd, hvis der ikke eksisterer et begrebssystem til at indordne dem i. Marxistisk og feministisk erkendelsesteori har påpeget, at forskeres klassetilhørsforhold og køn påvirker forskeres opfattelser, hvorfor empirismens erklærede neutrale og objektive udgangspunkt er forfejlet.

## Empirisme i moderne videnskab
I de fleste videnskaber kan man konstatere en konkurrence mellem empirisme og forskellige alternativer. Fx er der i biologisk systematik forskere, der vil klassificere dyr og planter ud fra deres "lighed". Denne retning hedder "Fænetisk systematik" og står i modsætning til andre retninger, der baserer sig på en evolutionsteoretisk rekonstruktion. De empiristiske metodeidealer kommer til udtryk i, at der skal gøres så få teoretiske forudsætninger som muligt. Når man måler "ligheden" mellem to organismer, må man således ikke prioritere mellem væsentlige og uvæsentlige lighedstræk, fordi disse ikke i sig selv bygger på observation, men skal principielt stille alle træk lige. Herved kan man løbe ind i absurditeter, fx at hannen og hunnen er så forskellige, at de må klassificeres som forskellige arter eller at et dyr forvandler sig så meget i udvikling, at fx en larve og en sommerfugl ikke kan klassificeres som samme art.[kilde mangler] Inden for medicin er det især den strømning, der betegnes "evidensbaseret medicin", der tydeligst er inspireret af empiricismens metodenormer.[kilde mangler]
Inden for psykologi kommer empirismen særlig tydeligt til udtryk i adfærdspsykologien (også kaldet behaviorismen). Empirismen er her dobbeltbundet.[kilde mangler] Når psykologer studerer mennesker og dyr, kan de ifølge behaviorismen kun studere deres iagttagelige adfærd, der er resultatet af en iagtagelig påvirkning. Et begreb som hukommelse er ikke videnskabeligt, da det ikke kan iagttages.[kilde mangler] I stedet for taler adfærdspsykologerne om "forsinkede reaktioner". Men det er ikke kun i psykologernes studier af organismer, empirismen spiller ind. Det enkelte menneskes psykologi må også efter empirismen forstås som rent erfaringsbetinget, dvs. indlæring bliver den centrale teori, der skal forklare alle psykologiske forhold.

## Antirealisme
Det er en udpræget misforståelse, at empirisme og positivisme er realistiske positioner, mens fx hermeneutik er det modsatte. Empirisme og positivisme er antimetafysiske. De vil holde sig til det givne i iagttagelsen. Derfor anser empirismen det for metafysik at antage, at der bag det iagttagne er en virkelighed. Empirisme er derfor i modsætning til fx kritisk realisme og andre former for realisme. 